# Eoperipatus weldoni
Eoperipatus weldoni är en klomaskart som beskrevs av Evans 1901. Eoperipatus weldoni ingår i släktet Eoperipatus och familjen Peripatidae. Inga underarter finns listade i Catalogue of Life.